# Aulacopalpus valdiviensis
Aulacopalpus valdiviensis är en skalbaggsart som beskrevs av Smith 2002. Aulacopalpus valdiviensis ingår i släktet Aulacopalpus och familjen Rutelidae. Inga underarter finns listade.